# Fraternitatis tuae
Fraternitatis tuae was een pauselijke bul, uitgevaardigd in 1228 door paus Gregorius IX, waarin het wonder van de hostie in Alatri werd  erkend, maar ook opgeroepen werd tot de bestraffing van degene, die aangezet hadden tot het gebeuren van het wonder.

## Legende
Alatri,  1228
Een jonge vrouw nam een hostie mee naar huis, zodat daarvan een liefdesdrank gemaakt kon worden, waarmee zij haar geliefde zou kunnen verleiden. Uit schuldgevoel verborg zij de hostie echter. Na een paar dagen wilde zij de hostie weer tevoorschijn halen, maar toen zij dat deed was de hostie vleeskleurig. Hierop besloot zij naar de plaatselijke priester te gaan, die direct paus Gregorius IX informeerde. Deze erkende weliswaar het mirakel, maar gaf opdracht om de vrouw boete te laten doen voor haar zonde (=het proberen te ontheiligen van de hostie voor profane zaken), en dat degene die de vrouw aangezet had tot deze daad zwaar gestraft diende te worden.

## Betekenis en nasleep
In de katholieke liturgie wordt gesproken over de hostie als “het lichaam van Christus” (Johannes 6:48-51). De vleeswording van de hostie werd door deze legende bevestigd, hoewel er slechts sprake is van een verkleuring van de hostie.
Het wonder wordt ieder jaar in Alatri herdacht –waarbij de hostie getoond wordt- op de eerste zondag na Pasen en de eerste zondag na Pinksteren

## Bijzonderheden
Dergelijke wonderen waarbij de hostie centraal staat zouden zich ook voorgedaan hebben in 
- Augsburg – 1194
- Bagno di Romagna – 1412
- Betania – 1991: hier zou sprake zijn geweest van een bloedende hostie